# Президентські вибори у США 1836
Президентські вибори в США 1836 року вирізняються кількома особливостями. Партія вігів виставила одразу трьох кандидатів проти віце-президента Мартіна ван Бюрена, який представляв Демократичну партію, в надії, що останній ніде не набере більшості та кандидатуру президента буде вирішувати Палата представників. Однак, ця тактика не виправдала себе: ван Бюрен був обраний більшістю голосів. Це був рідкісний випадок, коли віцепрезидент став президентом внаслідок виборів.

## Вибори

### Результати

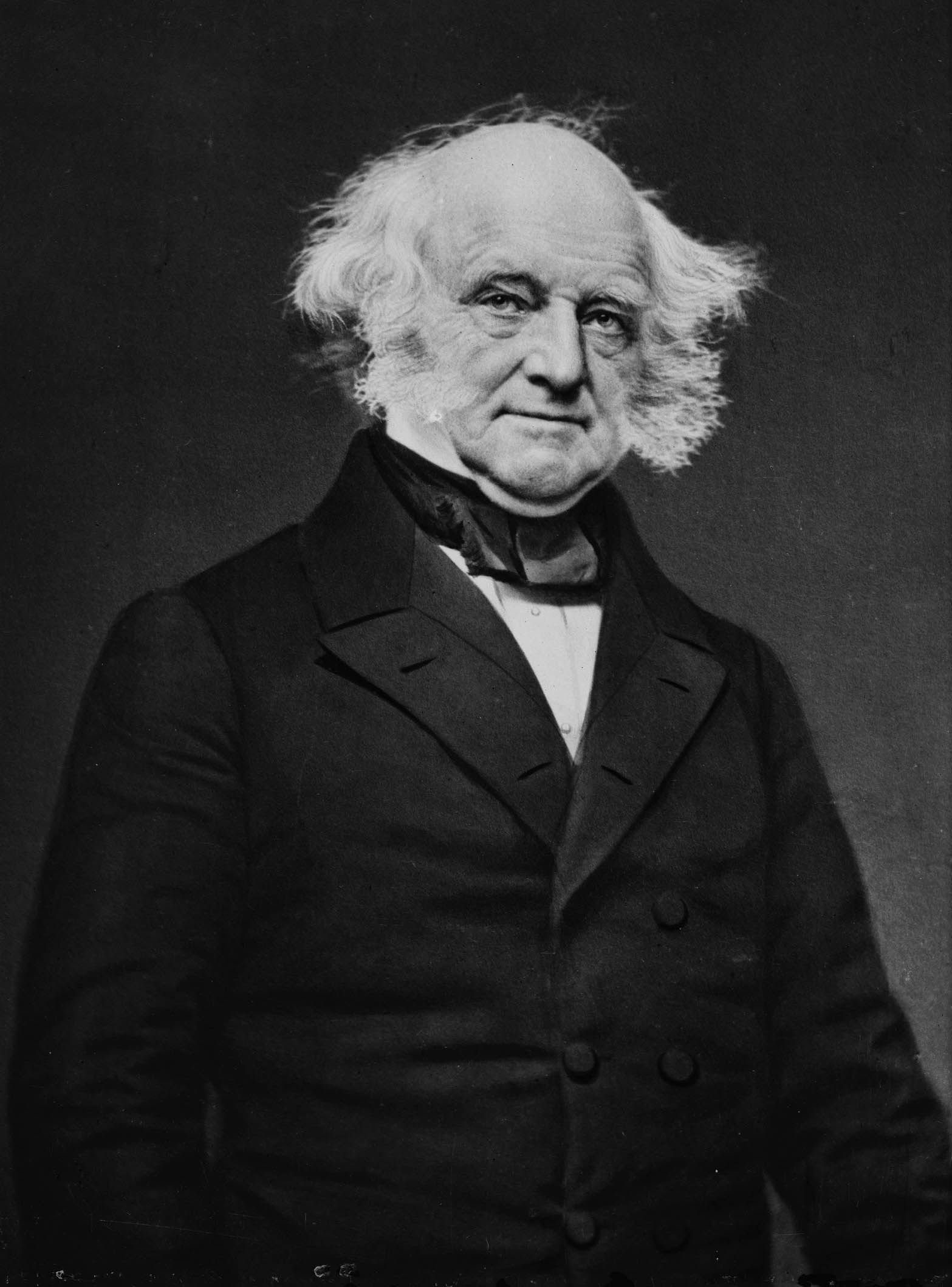
На виборах 1836 року Мартін ван Бюрен був обраний восьмим президентом США.

| Кандидат              | Партія              | Виборці   | Виборці  | Виборники |
| Кандидат              | Партія              | Кількість | %        | Виборники |
| --------------------- | ------------------- | --------- | -------- | --------- |
| Мартін ван Бюрен      | Демократична партія | 764.176   | 50,8 %   | 170       |
| Вільям Генрі Гаррісон | Партія вігів        | 550.816   | 36,6 %   | 73        |
| Х'ю Лоусон Вайт       | Партія вігів        | 146.107   | 9,7 %    | 26        |
| Деніел Уебстер        | Партія вігів        | 41.201    | 2,7 %    | 14        |
| Віллі Персон Магнум   | Партія вігів        | —         | —        | 11        |
| Усього                | Усього              | 1.286.700 | 99,4 % * | 286       |